# 季德科維奇
51°5′59″N 28°49′55″E / 51.09972°N 28.83194°E
季德科維奇（烏克蘭語：Дідковичі），是烏克蘭的村落，位於該國北部日托米爾州，由科羅斯堅區負責管轄，始建於1588年，面積3.57平方公里，海拔高度145米，2001年人口531，人口密度每平方公里148.74人。